# Lapiedra
Lapiedra là một chi thực vật có hoa trong họ Asparagaceae.

## Danh sách loài
- Lapiedra chilensis
- Lapiedra gracilis
- Lapiedra martinezii (Lag.) Spreng., 1825
- Lapiedra placiana Herb., 1837[2]

## Hình ảnh

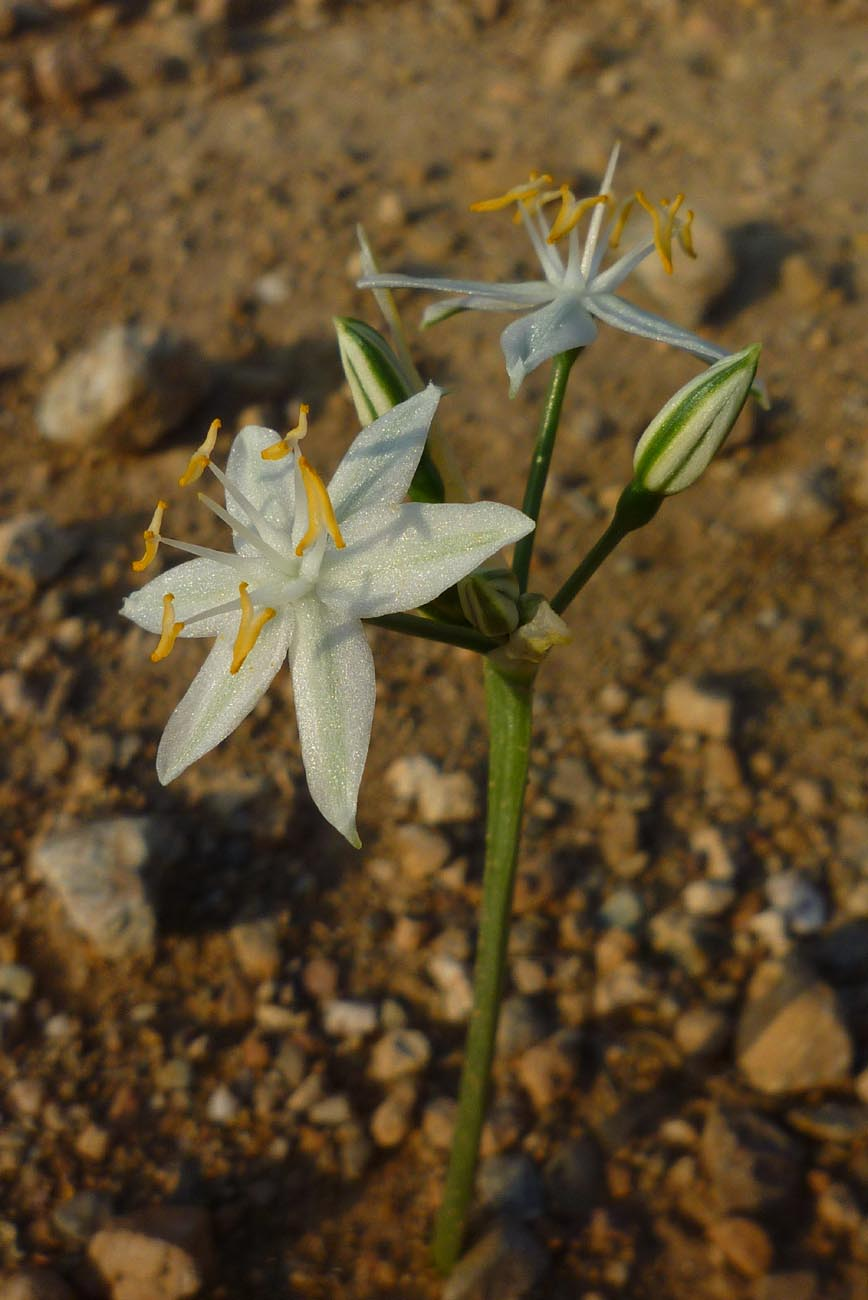